# Карпентер, Боб (баскетболист)
Роберт М. «Боб» Карпентер (англ. Robert M. "Bob" Carpenter; 6 ноября 1917 года, штат Висконсин, США — 18 апреля 1997 года, Тайлер, штат Техас, США) — американский профессиональный баскетболист и тренер. Чемпион НБЛ в сезоне 1940/1941 годов.

## Ранние годы
Боб Карпентер родился 6 ноября 1917 года в штате Висконсин, а затем переехал в штат Техас. В 1940 году закончил Восточный университет штата Техас, где в течение четырёх лет защищал цвета команды «Ист Техас Стэйт Лайонс», в которой провёл успешную карьеру.

## Профессиональная карьера
Играл на позиции тяжёлого форварда и центрового. В 1940 году Боб Карпентер заключил соглашение с командой «Ошкош Олл-Старз», выступавшей в Национальной баскетбольной лиге (НБЛ) и уже в дебютном сезоне, будучи одноклубником Лероя Эдвардса и Чарли Шиппа, помог своей команде выиграть турнир НБЛ. Позже выступал за команды «Хэммонд Кэлумет Бакканирс» (НБЛ), «Форт-Уэйн Пистонс (НБА) и «Три-Ситис Блэкхокс» (НБА). Всего в НБЛ провёл 5 сезонов, а в НБА — 2 сезона. Помимо этого один раз включался в 1-ю сборную всех звёзд НБЛ (1946), а также один раз — во 2-ю сборную всех звёзд НБЛ (1947). В 1946 году Боб Карпентер стал самым результативным игроком регулярного чемпионата НБЛ. После упразднения лиги был включён в сборную всех времён НБЛ. Всего за карьеру в НБЛ Боб Карпентер сыграл 209 игр, в которых набрал 2140 очков (в среднем 10,2 за игру). Всего за карьеру в НБА сыграл 122 игры, в которых набрал 937 очков (в среднем 7,7 за игру), сделал 229 подборов и 171 передачу. Помимо этого Боб в составе «Олл-Старз» четыре раза участвовал во Всемирном профессиональном баскетбольном турнире, в котором дважды становился вице-чемпионом (1941, 1946).

## Тренерская карьера
Выступая в качестве игрока в составе «Хэммонд Кэлумет Бакканирс», Карпентер был играющим тренером команды, проведя на этом посту 23 матча. В «Бакканирс» Боб перешёл в середине сезона 1948/1949 годов, по итогам которого его команда имела отрицательный баланс побед и поражений (21—41), но в турнирной таблице она заняла третье место и попала в плей-офф, где проиграла в полуфинале Западного дивизиона клубу «Сиракьюс Нэшнлз» со счётом 0—2.

## Смерть
Боб Карпентер скончался 18 апреля 1997 года на 80-м году жизни в городе Тайлер (штат Техас).

## Статистика

### Статистика в НБА
| Сезон                                                                                    | Команда   | Регулярный сезон | Регулярный сезон | Регулярный сезон | Регулярный сезон | Регулярный сезон | Регулярный сезон | Регулярный сезон | Регулярный сезон | Регулярный сезон | Регулярный сезон | Регулярный сезон | Серия плей-офф | Серия плей-офф | Серия плей-офф | Серия плей-офф | Серия плей-офф | Серия плей-офф | Серия плей-офф | Серия плей-офф | Серия плей-офф | Серия плей-офф | Серия плей-офф |
| Сезон                                                                                    | Команда   | GP               | GS               | MPG              | FG%              | 3P%              | FT%              | RPG              | APG              | SPG              | BPG              | PPG              | GP             | GS             | MPG            | FG%            | 3P%            | FT%            | RPG            | APG            | SPG            | BPG            | PPG            |
| ---------------------------------------------------------------------------------------- | --------- | ---------------- | ---------------- | ---------------- | ---------------- | ---------------- | ---------------- | ---------------- | ---------------- | ---------------- | ---------------- | ---------------- | -------------- | -------------- | -------------- | -------------- | -------------- | -------------- | -------------- | -------------- | -------------- | -------------- | -------------- |
| 1949/50                                                                                  | Форт-Уэйн | 66               |                  |                  | 34,4             |                  | 74,2             |                  | 1,4              |                  |                  | 9,3              | 4              |                |                | 36,7           |                | 71,4           |                | 0,5            |                |                | 8,0            |
| 1950/51                                                                                  | Форт-Уэйн | 21               |                  |                  | 21,8             |                  | 81,0             | 3,0              | 0,8              |                  |                  | 4,8              | Не участвовал  | Не участвовал  | Не участвовал  | Не участвовал  | Не участвовал  | Не участвовал  | Не участвовал  | Не участвовал  | Не участвовал  | Не участвовал  | Не участвовал  |
| 1950/51                                                                                  | Три-Ситис | 35               |                  |                  | 38,9             |                  | 82,9             | 4,8              | 1,8              |                  |                  | 6,3              | Не участвовал  | Не участвовал  | Не участвовал  | Не участвовал  | Не участвовал  | Не участвовал  | Не участвовал  | Не участвовал  | Не участвовал  | Не участвовал  | Не участвовал  |
|                                                                                          | Всего     | 122              |                  |                  | 33,7             |                  | 76,8             | 4,1              | 1,4              |                  |                  | 7,7              | 4              |                |                | 36,7           |                | 71,4           |                | 0,5            |                |                | 8,0            |
| Наведите курсор мыши на аббревиатуры в заголовке таблицы, чтобы прочесть их расшифровку. |           |                  |                  |                  |                  |                  |                  |                  |                  |                  |                  |                  |                |                |                |                |                |                |                |                |                |                |                |